# 알 히즈르
히즈르는 꾸란의 15번째 수라(장)이다. 본 장은 "알리프, 람,라"라는 말로 시작되는 장 중에 마지막으로 그 말이 언급되는 장이다.
메카에서 계시된 구절 99 개로 이뤄졌으며 유일신 사상, 선지자의 도래, 그리고 부활과 심판 등이 언급된다. 
| 이 전 이브라힘 | 수라 15 (아랍어 원문) | 다 음 안 나흐르 |
| 1 2 3 4 5 6 7 8 9 10 11 12 13 14 15 16 17 18 19 20 21 22 23 24 25 26 27 28 29 30 31 32 33 34 35 36 37 38 39 40 41 42 43 44 45 46 47 48 49 50 51 52 53 54 55 56 57 58 59 60 61 62 63 64 65 66 67 68 69 70 71 72 73 74 75 76 77 78 79 80 81 82 83 84 85 86 87 88 89 90 91 92 93 94 95 96 97 98 99 100 101 102 103 104 105 106 107 108 109 110 111 112 113 114 |                       |                 |